# Moeno Sakaguchi
Moeno Sakaguchi (阪口 萌乃, Sakaguchi Moeno), née le 4 juin 1992, est une joueuse internationale de football japonaise.

## Biographie
Le 10 juin 2018, elle fait ses débuts avec l'équipe nationale japonaise contre l'équipe de Nouvelle-Zélande. Elle compte 12 sélections et 1 but en équipe nationale du Japon.

## Statistiques
Le tableau ci-dessous présente les statistiques de Moeno Sakaguchi en équipe nationale
| Équipe du Japon | Équipe du Japon | Équipe du Japon |
| Année           | Matchs          | Buts            |
| --------------- | --------------- | --------------- |
| 2018            | 10              | 1               |
| 2019            | 2               | 0               |
| Total           | 12              | 1               |

## Palmarès
- Vainqueur de la Coupe d'Asie 2018